# 正田作次郎
正田 作次郎（しょうだ さくじろう、1846年（弘化3年） - 1871年7月9日（明治4年5月22日））は、横浜の商人（外国米輸入商）。族籍は群馬県平民。日清製粉の創業者正田貞一郎は長男。数学者の正田建次郎や日清製粉名誉会長正田英三郎は孫。
上皇后美智子の曽祖父。第126代天皇・徳仁（今上天皇）の高祖父。

## 人物
上野国館林（現・群馬県館林市）出身。米穀商・三代正田文右衛門の二男。正田家は代々「米文」の暖簾のもとに米問屋を家業としていた。作次郎は幕末の動乱時代に成長した。幼少の時から文学を愛好し、漢学は田中泥斎に師事し、書は掖山について習得した。
小生川（現・栃木県足利市福富町）で代々代官をしていた格式の高い家柄である長家の長女幸と結婚。間もなく横浜へ出た。住居は野毛山に家を新築した。
作次郎は南京米の輸入などを業として手広く貿易を行っていた。輸入商のかたわら、岸田吟香等とともにヘボン博士から英語を学んだ。1871年、風邪のため26歳で亡くなった。墓所は市川市遠寿院。

## 家族・親族
正田家
- 祖父・二代文右衛門
- 父・三代文右衛門（1818年 - 1895年） - 群馬県邑楽郡館林町字目車町（現・館林市栄町）に居住[5]。
- 妻・幸（栃木、長家の長女、日蓮宗の信者） - 幸は信仰心が強く、成長して日蓮宗の信者となった。作次郎が亡くなると、妻・幸は幼年の貞一郎を伴って夫の郷里の館林に帰った[4]。
- 長男・貞一郎[1][2]（1870年 - 1961年、日清製粉社長[4]） - 横浜生まれで、館林の祖父文右衛門の薫陶を受けて人となった[4]。高等商業学校卒業[3]。日本の製粉業界の権威であり、同時に財界に於ける一方の重鎮であった[4]。